# Азербайджанская Культурная Ассоциация
Азербайджанская Культурная Ассоциация первая азербайджанская диаспорская организация в мире, основанная в Турции в 1949 году. Эту организацию основал Мухаммад Амин Расулзаде, один из основателей Азербайджанской Демократической Республики. Первым председателем ассоциации был Хамид Атаман.

## История

### Создание и цель
С возвращением Мухаммада Амина Расулзаде в Турцию, которую он покинул в 1931 году, в 1947 году начался новый этап азербайджанской политической эмиграции в Турции. В период с 1931 по 1947 год, когда Расулзаде не был в Турции, он работал руководителем Азербайджанского национального центра в различных странах Европы и вернулся в Турцию после окончания Второй мировой войны. В эту новую эпоху наиболее активным миграционным центром стало Азербайджанское культурное объединение, созданное в 1924 году по инициативе Национального центра Азербайджана, возглавляемого Расулзаде.
Азербайджанское культурное объединение возглавило борьбу за независимость и свободу Азербайджана в Турции в окружении Национальной народной партии Азербайджана «Мусават» и других политиков и интеллектуалов в стране и за рубежом во главе с Расулзаде и взяло на себя миссию быть главным Штаб-квартира и авиаперевозчик в Азербайджане.
С созданием в Анкаре Ассоциации азербайджанской культуры центр тяжести азербайджанской политической эмиграции в Турции переместился из Стамбула в Анкару. После этого вся деятельность эмиграции, особенно издание журнала «Азербайджан», осуществлялась из Анкары.
В уставе ассоциации, основанной Алтунбай, Мухаммедом, Хамидом Атаманом и Алпоуд, Азизом от 1 февраля 1949 года, цели основания были сформулированы следующим образом:
Собирать, работать и распространять Азербайджан, его историю, культуру.
- издание книг, журналов и газет и организация культурных мероприятий,
- оказывать финансовую и моральную помощь нуждающимся азербайджанцам,
- создавать спортивные, театральные, оперные, фольклорные, музыкальные, женские, пресс- и молодежные отделения, организовывать фольклорные коллективы.
- организация природных и туристических поездок
- открыть студенческие общежития
Устав Союза постоянно обновляется с учетом потребностей, возникающих в историческом процессе.
Одной из важных целей ассоциации было познакомить Азербайджан с Турцией и обеспечить поддержку анатолийских турок делу Азербайджана. Журнал «Азербайджан», издательский орган ассоциации, заявляет, что основной целью ассоциации является «познакомить азербайджанскую культуру с анатолийским тюркством, а также дальнейшее укрепление и укрепление литературных и культурных связей между этими двумя ветвями великого турецкого национального общества». » использовал подобные выражения: «Девять лет назад, когда мы создали с вашей помощью Азербайджанское культурное объединение, мы начали этот путь, используя наши ограниченные возможности и средства, чтобы объединить двух братьев, разделенных друг от друга сердцем и духом». Одер также добавил, что при организации мероприятий объединения уделялось максимальное внимание единству и слиянию различных турецких объединений.
На 40-м году создания ассоциации в опубликованной по этому случаю брошюре руководство ассоциации заявило, что они достигли вышеупомянутых целей в больших масштабах:
Азербайджанская турецкость и анатолийская турецкость, которая является современным Эргенеконом мировой турецкости, состоят из языка, истории, искусства, культуры и фольклора и показывают попытки слиться, какие большие расстояния мы прошли, когда идем вместе в 40-е годы. -летний период времени и оглядываемся назад, и наша культурная целостность от Эгейского моря до Каспия, политическая и мы видим, что преодолели географические барьеры... Все это результат работы арт-центра, завершившего свое 40-летие. . Азербайджанская культурная ассоциация испытывает радость от знакомства и любви турков к туркам на каждом этапе, во всех направлениях и во всех отношениях.
Первой штаб-квартирой ассоциации было офисное здание Фонда, построенное как одно из современных зданий того времени в Улусном районе Анкары. Здание было арендовано совместно с Ассоциацией турецких националистов. Долгое время это здание использовалось по субботам Ассоциацией азербайджанской культуры, а по воскресеньям – Ассоциацией турецких националистов. В 1985 году центр объединения был перенесен на улицу Сакарья в Гызылай, а осенью 1990 года – в здание в Каваклидере. В октябре 1992 года ассоциация выкупила и переехала в место, которое до сих пор используется в качестве штаб-квартиры ассоциации на улице Баиндыр в Кызылай.
После военного переворота 12 сентября 1980 года деятельность Азербайджанского культурного общества, как и всех организаций и объединений, была на некоторое время приостановлена. Центр объединения, опечатанный 16 сентября 1980 года из-за протеста должностных лиц объединения, через некоторое время был вновь открыт по приказу соответствующих военных властей.
Вскоре после этого в 1991 году ассоциация открыла новые филиалы в других городах по просьбе граждан, живущих в других городах, особенно в Стамбуле. Эти отделения начали работать в Измире, Бурсе, Анталии, Сивасе, Кайсери, Тургутлу, Соке и др.

### Деятельность ассоциации в процессе независимости Азербайджана
Процесс, начавшийся в середине 1980-х годов и приведший к распаду СССР, тщательно контролировался Азербайджанской культурной ассоциацией. В этот период ассоциация поддержала требования Азербайджана о независимости, мобилизовала все свои возможности перед лицом территориальных требований со стороны Азербайджана, давления и массовых убийств, применяемых армянами для принуждения азербайджанцев, которые развивались одновременно с процессом независимости. Ассоциация отреагировала на эмиграцию турок, особенно в Иреван, и попытки оккупировать Карабах. В рамках этого процесса они организовали митинги в разных частях страны для формирования общественного мнения в Турции и мире, а также информировали общественность, создав пресс-центр внутри ассоциации. События, происходящие в Азербайджане, нашли отражение как в издательстве ассоциации - журнале «Азербайджано-Турецкая культура», так и на встречах, проведенных в штаб-квартире ассоциации. Перед лицом этих событий Национальный Центр Азербайджана провел пресс-конференцию по Карабаху и Нахичеваньу и отверг несправедливые и неоправданные требования армян. В рамках этого процесса Ассоциация культуры Азербайджана совместно с Ассоциацией турецких очагов организовала 26 марта 1988 года в Анкаре «Симпозиум событий Азербайджана». С 1988 года ассоциация сотрудничает с Азербайджаном в сфере образования, культуры, социальной помощи и т.д. продолжил начатые им отношения по данным вопросам.В этот период объединением были, прежде всего, Народный фронт Азербайджана, Академия наук Азербайджана, Союз писателей Азербайджана, Союз журналистов Азербайджана и др. также наладил связи и сотрудничество со многими учреждениями.  Эти отношения ассоциации за короткое время превратились в конкретные шаги. Первым примером этого является симпозиум «Азербайджанская литература в жизни эмиграции», организованный совместно Ассоциацией культуры Азербайджана и Национальная академия наук Азербайджана в Баку с 1 по 6 апреля 1991 года. По случаю симпозиума впервые в Баку состоялась официальная встреча с лидером Народного фронта Азербайджана Абульфазом Эльчибеем и подписан протокол о сотрудничестве. В рамках этого визита состоялась встреча с премьер-министром Азербайджана Гасаном Гасановым. Конкретным выражением этих отношений стал «Симпозиум, посвященный 850-летию со дня рождения азербайджанского поэта Низами Гянджеви», который был проведен в Анкаре 3-9 мая 1991 года при сотрудничестве Азербайджанской ассоциации культуры и Азербайджанской академии искусств. наук. В 1989 году ассоциация приняла детей из Азербайджана для участия в праздновании 23 апреля Дня национального суверенитета и защиты детей. Также в 1989 году известный азербайджанский поэт Бахтияр Вагабзаде, президент общества «Ватан» Эльчин Эфендиев, директор Азербайджанского медицинского института, проф. Гостями ассоциации были Нуреттин Рзаев, известные азербайджанские историки Аббас Заманов и Зия Буньядов, религиозный лидер мусульман Кавказа А.Пашазаде. Во время своего официального визита в Турцию в июне 1991 года в центре ассоциации находился и президент Азербайджана Аяз Мутталибов. В этот период бурно развивающихся событий, связанных с Азербайджаном, ассоциация продемонстрировала разностороннюю и активную позицию. Например, в 1991 году, организуя благотворительную акцию в пользу азербайджанских турок, пострадавших на фронте в результате продолжающихся карабахских событий, он привез из Баку в результате соглашения с Народным фронтом 50 студентов, отобранных по итогам экзамена. В том же году Азербайджан разместил их в университетах таких городов, как Анкара, Стамбул, Измир, Бурса, и были созданы условия для получения ими высшего образования. Через некоторое время Министерство образования взяло за пример модель, применяемую Ассоциацией культуры Азербайджана, и применило этот опыт для охвата всего тюркского мира. После победы Народного фронта Азербайджана на всеобщих выборах, состоявшихся в Азербайджане 7 июня 1992 года, отношения между Азербайджанской культурной ассоциацией и правительством Азербайджана получили дальнейшее развитие. Абульфаз Эльчибей совершил свой первый официальный визит в Турцию в июне 1992 года после избрания президентом Азербайджана. В ходе этого визита Эльчибей посетил Азербайджанскую культурную ассоциацию, записал свои чувства и мысли в почетную книгу ассоциации, а также посетил могилу лидера азербайджанской политической эмиграции, почетного президента Азербайджанской культурной ассоциации Мухаммада Амина Расулзаде.

## Председатели
На первом общем собрании, состоявшемся вскоре после создания ассоциации, Хамид Атаман был избран председателем, Азиз Алпаут - заместителем председателя, Фейзи Агюзум - генеральным секретарем, Энвер Роман - казначеем, а Мамед Алтунбай - членом. На этом заседании под восторженные аплодисменты участников встречи было принято предложение одного из членов, Ибрагима Бадала избрать Мухаммада Амина Расулзаде почетным председателем ассоциации. Расулзаде принял звание почетного председателя и носил его до конца своей жизни. Решением правления ассоциации от 4 мая 1949 года такие известные интеллектуалы того времени, как Векилов, Мустафа-бек, Асат Ортай, Хамдулла Субхи Танриовар, Шамседдин Гуналтай, Фуад Кёпрюлю, Садыг Аран, М.Ю. Мехди, Шукрю Сараджоглу и Бесим Аталай, были избран в почетный член ассоциации.
С момента создания председателем Азербайджанской культурной ассоциации являлись:
| №  | Председатель ассоциации | Дата начала        | Дата окончания     |
| -- | ----------------------- | ------------------ | ------------------ |
| 1  | Хамид Атаман            | 1 февраля 1949 г   | 18 ноября 1953 г.  |
| 2  | Расул Унсал             | 18 ноября 1953 г.  | 1 марта 1955 г.    |
| 3  | Хамид Атаман            | 1 марта 1955 г     | 3 марта 1957 г     |
| 4  | Карим Одер              | 3 марта 1957 г     | 2 декабря 1962 г.  |
| 5  | Ахмад Яшат              | 2 декабря 1962 г   | 20 декабря 1965 г  |
| 6  | Джалал Оделли           | 20 декабря 1965 г  | 6 мая 1966 г       |
| 7  | Мохаммед Кенгерли       | 6 мая 1966 г.      | 27 мая 1966 г.     |
| 8  | Искандар агузюм         | 27 мая 1967 г.     | 10 декабря 1968 г. |
| 9  | Мохаммед Кенгерли       | 10 декабря 1968 г  | 2 сентябрь 1969 г. |
| 10 | Ахмад Яшат              | 2 сентябрь 1969 г. | 26 декабря 1970 г. |
| 11 | Искандар Агузюм         | 26 декабря 1970 г. | 24 февраля 1973 г. |
| 12 | Фейзи Агузюм            | 24 февраля 1973 г. | 24 февраля 1990 г. |
| 13 | Джамиль Унал            | 24 февраля 1990г.  | работает           |

## Деятельность ассоциации
В соответствии со своими целями и миссией, Азербайджанская Культурная Ассоциация с момента своего создания занимается организацией праздничных и памятных мероприятий, конференций, круглых столов, симпозиумов, изданием журналов, бюллетеней, брошюр, организацией чаепитий и балов, формированием фольклорного коллектива, предоставлением стипендий Такие мероприятия осуществляют нуждающиеся граждане и студенты вузов. В первые дни было организовано более ограниченное количество памятных мероприятий, таких как праздник Новруз, годовщина создания Азербайджанская Демократическая Республика 28 мая 1918 года (день независимости и свободы) и годовщина оккупации Азербайджанской Республики. Азербайджан большевиками 27 апреля 1920 года, но в историческом процессе количество и качество событий постоянно менялись с образованием новых событий. Ассоциация продолжила свою деятельность в рамках женской, молодежной и культурной отраслей.
Сегодня ассоциация осуществляет следующие виды деятельности:
28 мая — годовщина создания Азербайджанской Народной Республики.
31 января — день рождения Мухаммада Амина Расулзаде.
6 марта — годовщина смерти Мухаммада Амина Расулзаде.
31 марта — Мартовские события в Баку (1918).
27 апреля — оккупация Азербайджанской Демократической Республики большевиками.
15 сентября — вступление турецкой армии в Баку.
12 декабря — День независимости тюрков Южного Азербайджана.
20 января — годовщина русской резни в Баку.
26 февраля — годовщина Ходжалинская резня.
12 января — годовщина признания Азербайджанской Демократической Республики.
22 августа — годовщина смерти Абульфаза Эльчибея.
21 марта — праздник Навруз.
8 марта — Международный женский день.
31 декабря — День солидарности азербайджанцев всего мира.
С момента своего создания ассоциация уделяет особое внимание не только вопросам, интересующим азербайджанских тюрков, но и событиям, связанным с Турецкой Республикой и тюркским миром. Ежегодное посещение Аныткабира, организация национальных и различных праздничных мероприятий, посвящение Ататюрку всех номеров журнала «Азербайджан», изданного в 1981 году, по случаю 100-летия со дня рождения Ататюрка, сразу после Кипрской миротворческой операции 1974 года тогдашнему премьер-министру. Турецкой Республики и направление поздравительного письма начальнику Генерального штаба, направление поздравительного послания Президенту ТРСК Рауфу Денкташу по случаю провозглашения независимости Турецкой Республики Северного Кипра, заявление, в котором говорится, что « Это угнетение является новым примером коммунистического угнетения» относительно угнетения и геноцида, совершенного против турок в Болгарии в 1985 году. Публикация — лишь несколько примеров чувствительности ассоциации к национальным проблемам. Азербайджанские балы, организуемые и ставшие традиционными ассоциацией один раз в год, привлекали большое внимание, особенно в периоды повышенной общественной чувствительности, связанной с политическими процессами в Азербайджане, и добились массового участия политических, бюрократических и академических кругов Азербайджана того времени. Например, на Азербайджанском балу, проходившем в 1987 году, министр иностранных дел, министры аграрного и сельского хозяйства; На вечеринке, организованной в 1986 году, присутствовали премьер-министр Тургут Озал и многие министры со своими супругами.

### Организация конференций и симпозиумов
Конференционная, симпозиумная и издательская деятельность, занимающие важнейшее место в деятельности Союза, обсуждаются и оцениваются ниже под отдельными рубриками.
Поскольку первой целью создания Азербайджанской культурной ассоциации было «собрать, обработать и распространить историю и культуру Азербайджана», ею было проведено множество конференций и семинаров, которые более интенсивно и широко знакомили Азербайджан в различных аспектах. Важной причиной сравнительно большого количества конференций в первые годы его создания является отсутствие в те годы издательского органа союза. В год своего создания ассоциация планировала провести широкую серию конференций, чтобы представить Азербайджан с его различных сторон, но известно, что некоторые из этих конференций не удалось провести по разным причинам. Помимо регулярных субботних встреч, на которых обсуждаются различные проблемы азербайджанских тюрков, ниже приводится список конференций, проведенных ассоциацией за годы ее создания.
| №  | Время          | Ведущий конференции и тема                                             |
| -- | -------------- | ---------------------------------------------------------------------- |
| 1  | 28 мая 1949    | М. Расулзаде, Культурные традиции Азербайджана                         |
| 2  | 27 ноября 1949 | М. Расулзаде, Современная азербайджанская литература                   |
| 3  | 18 марта 1950  | Жизнь и творчество Мирзы Фатали Ахундзаде                              |
| 4  | 28 мая 1950    | М. Расулзаде, История современного Азербайджана                        |
| 5  | 26 апреля 1951 | А. Патриотическое, место Сабира в азербайджанской литературе.          |
| 6  | 19 мая 1951    | Мирза Бала, Турецкая Германия в истории Азербайджана                   |
| 7  | 26 мая 1951    | Карим Одер, Экономика Азербайджана                                     |
| 8  | 5 апреля 1952  | Ахмет Джафароглу, периоды развития азербайджанского языка и литературы |
| 9  | 27 апреля 1952 | Сулейман Текинер, Мыслительные движения в Азербайджане                 |
| 10 | 1952           | Жизнь и творчество азербайджанских поэтов-патриотов Видади и Вагифа    |
| 11 | 1952           | Мустафа Хакки Тюркекул, азербайджанская музыка                         |
| 12 | 1952           | Расулзаде, Азербайджанская Республика                                  |
| 13 | 1953           | Мирза Бала, Азербайджанский театр                                      |
| 14 | 1955           | А. Таймас, Мухаммад Амин Расулзаде                                     |

Как видно из списка, конференции, проведенные в первые годы союза, были направлены на пропаганду азербайджанского языка, литературы, истории, культуры и традиций. В 1952 году с выходом в свет журнала «Азербайджан», ежемесячного вещательного органа ассоциации, поскольку в этом журнале содержались статьи на аналогичные темы, наступил длительный период застоя в деятельности конференционного типа. В конце 1980-х годов, когда Азербайджан вступил в процесс независимости, похоже, такие мероприятия, как конференции и симпозиумы, организованные ассоциацией, снова получили импульс. В этот период Ассоциация культуры Азербайджана совместно с Турецкими центрами организовала 26 марта 1988 года в Анкаре Симпозиум «Азербайджанские события». От имени ассоциации на симпозиуме выступил председатель Фейзи Агузмун, проф. Доктор Абдулхалук Чай «Резня и террор, совершенные армянами в Азербайджане в 1905-1920 годах», заместитель председателя ассоциации Джамиль Унал, «Резня, совершенная армянами, и источники террора, закулисные политические игры» и генеральный секретарь ассоциации Ахмет Гараджа «Армянский террор и резня в нашей поэзии» представили свои статьи. Ассоциация культуры Азербайджана совместно с Академией наук Азербайджана организовала в Баку с 1 по 6 апреля 1991 года симпозиум на тему «Азербайджанская литература в жизни иммигрантов». На симпозиуме было представлено более ста докладов, в которых приняли участие 38 участников из Турции. Вступительную речь на симпозиуме произнес лидер Народного фронта Азербайджана Абульфаз Эльчибей. В рамках симпозиума впервые состоялась официальная встреча с лидером Демократического фронта Азербайджана и подписан протокол о сотрудничестве. Кроме того, 3-9 мая 1991 года при совместной деятельности Ассоциации культуры Азербайджана и Академии наук Азербайджана в Анкаре был проведен симпозиум, посвященный 850-летию со дня рождения азербайджанского поэта Низами Гянджеви.

## Медийная активность
Медийная деятельность занимает очень важное место в деятельности Азербайджанской Культурной Ассоциации. Особенно в первые годы существования ассоциации из-за отсутствия визуальных средств пропаганду и агитацию можно было вести только через СМИ. С этой целью объединение издало ряд публикаций, книг, брошюр. Книги В первые годы своего создания Азербайджанская Культурная Ассоциация уделила внимание публикации многих произведений, знакомящих с борьбой за независимость Азербайджана, а также с различными аспектами жизни нашей страны. Однако 6 марта 1955 г. н.э. Смерть Расулзаде и Мирзы Бала 8 марта 1959 года вызвала шок внутри объединения, вызвавший застой как в издательской сфере, так и во всей деятельности объединения. Можно сказать, что кипрский вопрос во внешней политике и военный переворот 27 мая во внутренней политике эффективно замедлили деятельность ассоциации. 24 февраля 1973 года состоялось очередное общее собрание Азербайджанского культурного общества. На заседании Правления Фейзи Агузум был избран председателем и занимал эту должность до 24 февраля 1990 года. В период председательства Агузума, особенно с 1978 года, наблюдалось оживление деятельности объединения. В этот период рост интереса к проблемам тюркского мира в общем понимании политики Турции отразился и на издательской политике объединения. Поначалу издательская деятельность, которая в целом по тематике ограничивалась Азербайджаном, стала охватывать общую историю Турции, турецкие проблемы и темы, связанные с тюркским миром. Книги, изданные ассоциацией с момента ее создания, перечислены ниже:
Медийная деятельность занимает очень важное место в деятельности Азербайджанской Культурной Ассоциации. Особенно в первые годы существования ассоциации из-за отсутствия визуальных средств пропаганду и агитацию можно было вести только через СМИ. С этой целью объединение издало ряд публикаций, книг, брошюр. Книги В первые годы своего создания Азербайджанская Культурная Ассоциация уделила внимание публикации многих произведений, знакомящих с борьбой за независимость Азербайджана, а также с различными аспектами жизни нашей страны. Однако 6 марта 1955 г. н.э. Смерть Расулзаде и Мирзы Бала 8 марта 1959 года вызвала шок внутри объединения, вызвавший застой как в издательской сфере, так и во всей деятельности объединения. Можно сказать, что кипрский вопрос во внешней политике и военный переворот 27 мая во внутренней политике эффективно замедлили деятельность ассоциации. 24 февраля 1973 года состоялось очередное общее собрание Азербайджанского культурного общества. На заседании Правления Фейзи Агузум был избран председателем и занимал эту должность до 24 февраля 1990 года. В период председательства Агузума, особенно с 1978 года, наблюдалось оживление деятельности объединения. В этот период рост интереса к проблемам тюркского мира в общем понимании политики Турции отразился и на издательской политике объединения. Поначалу издательская деятельность, которая в целом по тематике ограничивалась Азербайджаном, стала охватывать общую историю Турции, турецкие проблемы и темы, связанные с тюркским миром. Книги, изданные ассоциацией с момента ее создания, перечислены ниже:
 Автор и публикация
- М.А. Расулзаде, Культурные традиции Азербайджана, Анкара, 1949.
- М.А. Расулзаде, Современная азербайджанская литература, Анкара, 1950.
- А. Вахаб Юрцевер, Жизнь и творчество Мирзы Фатали Ахундзаде, Анкара, 1950 год.
- М.А. Расулзаде, История современного Азербайджана, Анкара, 1951.
- А. Вагаб Юрцевер, Азербайджанская драматическая литература, Анкара, 1951.
- А. Вагаб Юрцевер, Место Сабира в азербайджанской литературе, Анкара, 1951.
- Мирза Бала, Турецкая Албания в истории Азербайджана, Анкара, 1951 год.
- Карим Одер, Экономика Азербайджана, Анкара, 1952.
- А. Вахаб Юрцевер, Произведения Видади и Вагифа в азербайджанской литературе, Анкара, 1952 г.
- Избранные стихи Алмаса Ильдырыма, Анкара, 1953.
- проф. Доктор Ахмет Джафароглу, Этапы азербайджанского языка и литературы, Анкара, 1953.
- Проф.Др. И. Каябали- Ч. Асланаоглу, Основные направления культурной истории азербайджанских тюрков, Анкара, 1978.
- Объявление. Расулзаде, Милли Тасануд, Анкара, 1978 год.
- Проф. И. Каябали- Ч. Арсланаоглу, 93 Война с ее началом и итогами, Анкара, 1978 г.,
- Проф. И. Каябали-Джамандар Арсланаоглу, Турецкая национальная культура, Анкара, 1981.
- Ахмет Караджа, Краткий обзор новейшей истории Азербайджана, Анкара, 1982.
- Доктор А. Байкан, Из песни сердца, Анкара, 1983.
- М. А. Расулзаде, Азербайджанские культурные традиции и современная азербайджанская литература, Анкара, 1984 г.
- Проф. Исмаил Гаябали-Ч. Арсланаоглу, болгарские турки, Анкара, 1985 г.
- К. Арсланоглу, Карсский национальный исламский совет и Национальный совет Юго-Западного Кавказа, Анкара, 1986 г.
- Шюкрю К. Сафароглу- Аднан Мюдаррисоглу, История турецких государств, Анкара, 1986.
- К. Арсланоглу, Обращение турок в ислам и турецко-исламская цивилизация в Восточной Анатолии, Анкара, 1986.
- Монументальные личности в истории азербайджанской турецкой литературы, Анкара, 1987.
- проф. Орхан Тюркдоган, Социальная структура Восточной Анатолии, Анкара, 1987.
- Исаг Сунгурлуоглу, Харпут Роуд (избранное), Анкара, 1987 год.
- Монументальные личности в истории азербайджанской турецкой литературы II, Анкара, 1987.
- доц. Доктор Энвер Конукчу, из Бингёля в Короглу, Анкара, 1987 год.
- Джемиль Унал, Место Азербайджана в турецком и исламском мире, Анкара, 1987.
- Доктор А. Байкан, Горные цветы, Анкара, 1987.
- Сади Байрам, Следы прототюрков в Юго-Восточной Анатолии, Анкара, 1988.
- Монументальные личности в истории азербайджанской турецкой литературы III, Анкара, 1987.
- Королевство и Халифат (Следует ли его отменить?), Анкара, 1988. Доктор. Акрам Рухи Филлали, Ататюрк и религия, Анкара, 1988.
- Проф. Доктор Абдуррахман Гозал-Ш. Гая Сафароглу, Ататюрк и национальное единство, Анкара, 1988 г.
- Йылмаз Озтуна, XX. Восточная проблема в последней четверти века, Анкара, 1989.
- Проблемы Турции в нашей прессе, Анкара, 1989.
- Нагорный Карабах: мечты и реальность, Анкара, 1989.
- проф. Доктор Мехмет Сарай, Одежда и атеизм, Анкара, 1989.
- Малахат Алтунбай, Турок, летящий на свободу, Мемуары Мехмета Алтунбая,
- Йылмаз Озтуна, Die Ostfragen Im Letzten Vietrel Des XX. Джархундерц, Анкара, 1989 г.
- Йылмаз Озтуна, Вопрос Д'Орине Дюран Ле Последний квартал XX. Сикеле, Анкара, 1989 г.
- Ахмет Габаклы, Ближний Юго-Восток, Анкара, 1990 год.
- Мирза Бала Мамедзаде, Национальное движение Азербайджана, Анкара, 1991 год.
- Ахмет Габаклы, уроженец Востока, Анкара, 1993 год.
- Алмас Ильдырым, «Обращение к храбрым», Анкара, 1995 г.
- М.А. Расулзаде, Азербайджанская проблема, Анкара, 1996.
- Геноцид (1895-1922 гг.), Анкара, 1996 г.
- проф. Джамиль Гасанлы, История Азербайджана (1918-1920) Анкара, 1998.
- Доктор Сабахаддин Шимшир, Политическая и культурная деятельность азербайджанцев в Турции, Анкара, 2000.
- Алескер Алескерлы-Эльшад Махмудов, Азербайджан Мисак-и Миллиси, Анкара, 2002 г.
- Ризван Ганбарлы, Журналистика в Азербайджане, Анкара, 2003.
- Али Эрол, эпопея свободы
- Али Эрол, Романтика в азербайджанской поэзии, Измир, 2007.

Как видно из приведенного выше списка изданий, книги, изданные в первые годы существования ассоциации, в основном были направлены на пропаганду Азербайджана в различных аспектах, но с конца 1970-х годов параллельно с усилением правой политики в Турции и повышение ценности таких понятий, как тюркизм, история Турции и тюркский мир, публикации стали разнообразнее по темам. После 1991 года публикации, связанные с Азербайджаном, снова стали выходить на первый план.

#### Азербайджанский журнал
Расулзаде знал, что культура будет иметь важное значение в меняющихся мировых условиях после Второй мировой войны. В 1949 году он создал Ассоциацию культуры Азербайджана для борьбы за независимость и свободу Азербайджана в области культуры, и через некоторое время возникла организация. необходимо создать орган СМИ, который был бы посредником в этой идеологической борьбе. На четвертом внеочередном съезде ассоциации этот вопрос был поднят и обсуждены такие вопросы, как вид, периодичность и название издания. В результате обсуждений предложение Расулзаде об издании ежемесячного журнала было общепринятым. Название журнала, который будет издаваться на собрании, предложил Фейзи Агюзум, который в ближайшие годы будет долгое время председателем ассоциации. В первом номере журнала основная цель журнала объясняется следующими словами:
В соответствии с пожеланиями членов четвертого съезда Азербайджанской Культурной Ассоциации мы немного расширили нашу издательскую программу, издав этот небольшой и скромный журнал. До сих пор наша ассоциация, которая публиковала только научные, литературные и исторические конференции, на этот раз почувствовала необходимость издавать журнал для дальнейшего укрепления своих культурных связей со своими членами в Анкаре и провинциях. А пока через этот журнал, который будет выходить раз в месяц, мы будем предоставлять подробную информацию о деятельности нашего объединения за более чем три года, и постараемся донести до граждан как можно больше информации об истории, литературе. и искусство азербайджанской турецкости, столь близкое анатолийской турецкости.
Журнал «Азербайджан» явился новым звеном изданий азербайджанской политической эмиграции в Турции в 1923-1931 годах. По решению правления ассоциации журнал «Азербайджан» издавался под названием «Азербайджанский ежемесячник турецкой культуры» с январского номера 1966 года. Этим же решением были назначены главный редактор журнала Вахаб Юрцевер, ответственный за общее вещание Карим Алхан (Яйджылы) и ответственный директор Ахмед Яшат, кроме того, обязанности главного редактора были назначены. -начальник, подробно определены ответственный за общее вещание и ответственный руководитель.
Хотя было решено издавать журнал каждые 3 месяца с 1966 года, из-за финансовых трудностей журналу пришлось прекратить выпуск на 6 месяцев с июля 1968 года.
Статьи, публикуемые с 1993 года в журнале, который стал выходить два раза в год с полугодовыми периодами, стали библиографическим указателем и публиковались на официальном сайте ассоциации.
Журнал «Азербайджан» продолжает свою стабильную издательскую жизнь вот уже почти 65 лет. Журнал является важным источником информации о том, что происходит в тюркском мире, особенно в Азербайджане, с начала 1950-х годов до сегодняшнего дня. Журнал также является уникальным архивом для тех, кто хочет следить за историей, политикой и деятельностью ассоциации.